# Tweede Balkanoorlog
De Tweede Balkanoorlog was een conflict in 1913, dat uitbrak toen Bulgarije, ontevreden over zijn aandeel in de buit van de Eerste Balkanoorlog, zijn voormalige bondgenoten Servië en Griekenland aanviel op 29 juni 1913. De Servische en Griekse legers sloegen de Bulgaarse aanval af, deden een tegenaanval en trokken Bulgarije binnen. Omdat Bulgarije eerder ook in territoriale geschillen met Roemenië was verwikkeld en het grootste deel van de Bulgaarse troepen in het zuiden was ingezet, zette het vooruitzicht van een gemakkelijke overwinning de Roemeense interventie tegen Bulgarije in gang. Het Ottomaanse Rijk profiteerde ook van de situatie om enkele verloren gebieden uit de vorige oorlog terug te winnen. Toen Roemeense troepen de hoofdstad Sofia naderden, vroeg Bulgarije om een wapenstilstand, wat resulteerde in het Verdrag van Boekarest, waarin Bulgarije delen van zijn winst uit de Eerste Balkanoorlog moest afstaan aan Servië, Griekenland en Roemenië. Bij het Verdrag van Constantinopel verloor het Adrianopel aan de Ottomanen.
De politieke ontwikkelingen en militaire voorbereidingen voor de Tweede Balkanoorlog trokken naar schatting 200 tot 300 oorlogscorrespondenten uit de hele wereld aan.

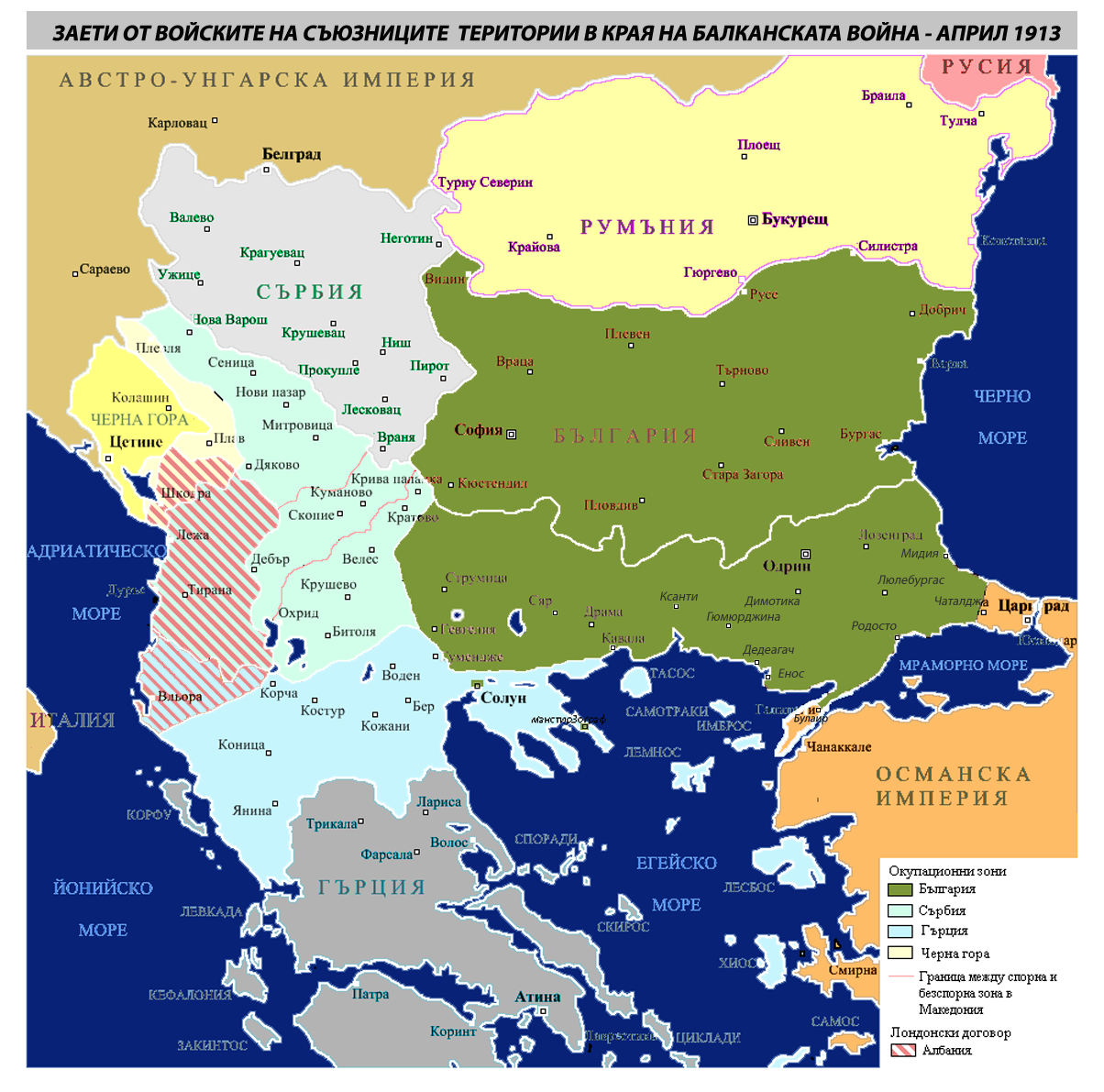
Situatie na de Eerste Balkanoorlog

## Achtergrond
Onvrede over de verdeling van de door het Ottomaanse Rijk verlaten gebieden (met name omtrent Macedonië) na de Eerste Balkanoorlog leidde nog in datzelfde jaar 1913 tot de Tweede Balkanoorlog. Bulgarije was een groot land geworden. Te groot, volgens Griekenland en Servië. Zij vreesden een Bulgaarse dominantie over de Balkan, die er wellicht in de toekomst toe zou leiden dat ook Thessaloniki en (de rest van) Macedonië Bulgaars zouden worden. Bulgarije was anderzijds eveneens ontevreden. Weliswaar had het zijn grondgebied flink uitgebreid maar dit ten koste van zware verliezen waarbij de belangrijkste doelen (Constantinopel en Thessaloniki) niet gehaald werden: de Turken verdedigden hun hoofdstad met succes en de Grieken bezetten Thessaloniki slechts enkele uren voor de Bulgaren. Ook met Servië bestonden spanningen omdat dit gebied in Macedonië had bezet dat ten oosten van de eerder afgesproken demarcatielijn tussen beide landen lag. De spanningen liepen op, de landen weigerden te demobiliseren, en op 1 juni 1913 sloten Servië en Griekenland een tegen Bulgarije gerichte alliantie. Bulgarije maakte zich ondertussen op om beide landen preventief aan te vallen en had goede hoop op succes daar het meer manschappen en artillerie in het veld kon brengen dan Servië en Griekenland samen. Montenegro verklaarde zich solidair met Servië, en ook Roemenië had grieven tegen Bulgarije (het zou in ruil voor neutraliteit in de Eerste Balkanoorlog het Bulgaarse fort Silistra zijn beloofd) en verklaarde niet neutraal te zullen blijven. Tsaar Nicolaas II van Rusland trachtte zich als bemiddelaar op te werpen, maar Bulgarije stelde voorwaarden op zodanige wijze dat Rusland concludeerde dat ze niet in een vreedzame oplossing geïnteresseerd waren en de alliantie met Bulgarije opzegde. De Bulgaren, een paar maanden eerder in Servië en Griekenland nog geprezen als moedige Slavische / orthodox-christelijke bondgenoten, werden nu als monsters en misdadigers afgeschilderd.

## De oorlog
Op 29 juni ondernam de Bulgaarse generaal Savov in opdracht van tsaar Ferdinand I maar buiten weten van de regering, een aanval op Servië bij de Bregalnicarivier en Griekenland in Nigrita. De Serviërs boden weerstand maar waren aanvankelijk verrast omdat de soldaten geen weet hadden van de politieke spanningen en dachten dat Bulgarije hun bondgenoot was. Het doel was een wig te drijven tussen Servië en Griekenland, maar toen de Montenegrijnen te hulp schoten leden de Bulgaren een nederlaag en trokken ze zich terug. De Bulgaarse regering ontkende enige betrokkenheid bij het voorval en probeerde de aanval te annuleren, hetgeen funest bleek voor de organisatie en bijdroeg aan de Bulgaarse nederlaag. Ook de Grieken waren succesvol en dreven de Bulgaren naar het noorden en oosten terug. Op 8 juli verklaarden Servië en Griekenland de oorlog aan Bulgarije. Op 10 juli volgde Roemenië.
De Bulgaren wisten op 30 juli de uitgeputte Grieken te stoppen en een wapenstilstand te sluiten, maar de Roemeense aanval dreigde Noordwest-Bulgarije van de rest af te snijden en bereikte zelfs Vrazhdebna, ongeveer 11 km van Sofia. De Roemenen ontmoetten vrijwel geen weerstand omdat de Bulgaarse troepen allemaal tegen de Serven en Grieken waren ingezet. Het Ottomaanse Rijk zag hierop ook zijn kans schoon en viel Thracië binnen met als oorlogsdoel de herovering van Edirne. 

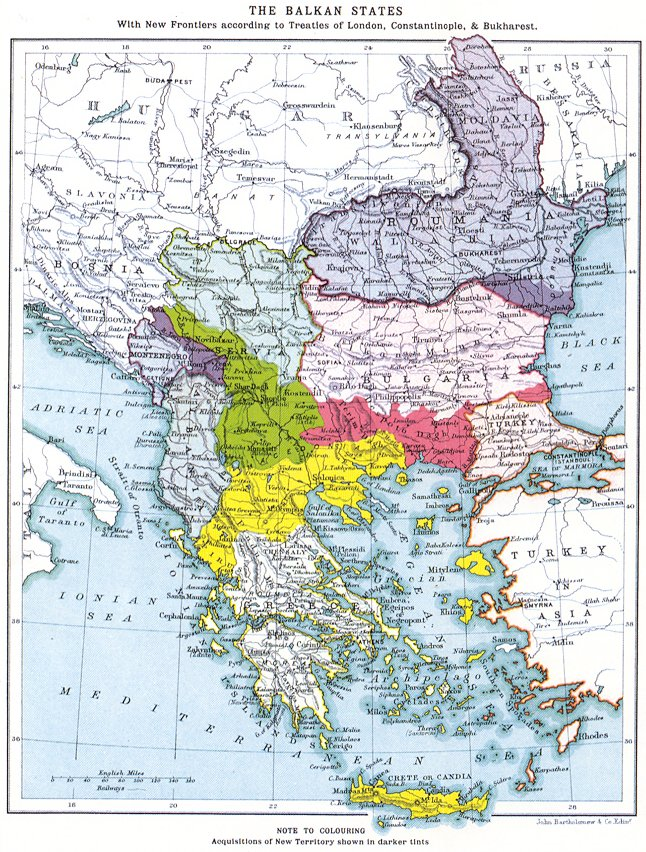
Situatie na de Tweede Balkanoorlog

## Wapenstilstand
Geconfronteerd met deze overmacht restte Bulgarije niets anders dan capitulatie. Op 10 augustus 1913 werd in Boekarest een vredesverdrag ondertekend. Bulgarije moest een groot deel van de winst uit de Eerste Balkanoorlog weer afstaan en Macedonië werd bijna geheel tussen Griekenland en Servië verdeeld. Roemenië verkreeg de zuidelijke Dobroedzja. Ook wist het Ottomaanse Rijk (of preciezer de Jonge Turken) een klein deel van het verloren gegane gebied opnieuw te bezetten, waaronder het historisch belangrijke Adrianopel, dat nu weer Edirne werd. Deze verovering werd bestendigd in het Verdrag van Constantinopel van september 1913. Hierdoor werd de positie van de Jonge Turken binnen het Rijk versterkt. Zij zouden in 1913 de oppositiepartijen monddood maken en een dictatuur vestigen. 
Het grootste deel van de islamitische bevolking van de Balkan werd koelbloedig vermoord, of verdreven uit het Europese continent. Enkele miljoenen Turken, Pomaken, Albanezen, Bosniërs, Serviërs, Macedoniërs en Roma moesten vluchten naar Anatolië en de meeste moskeeën werden platgebrand. De Balkanoorlogen vormden de aanzet tot de Eerste Wereldoorlog die een jaar later uitbrak. Servië kwam als sterke macht uit de Balkanoorlogen, hetgeen leidde tot spanningen met de buurstaat Oostenrijk-Hongarije, dat al in 1908 delen van Bosnië en Herzegovina geannexeerd had. Servische en Bosnische nationalisten ageerden tegen die annexatie. Op 28 juni 1914 werd vervolgens de Oostenrijkse aartshertog en troonopvolger Frans Ferdinand gedood bij een aanslag in Sarajevo. Deze aanslag geldt als het begin van de Eerste Wereldoorlog.
Het Ottomaanse Rijk en Bulgarije bleven echter ontevreden achter. Beide landen zouden in de Eerste Wereldoorlog de kant kiezen die hen teruggave van de verloren gebieden zou beloven: Duitsland en Oostenrijk-Hongarije.

## Galerij

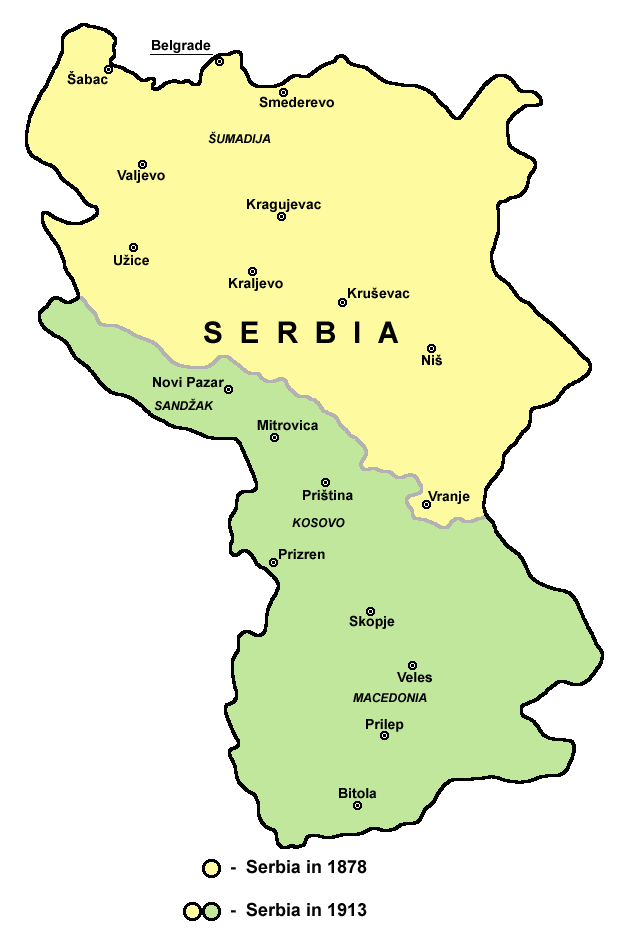